# Skerešovo
Skerešovo (em húngaro: Szkáros) é um município da Eslováquia, situado no distrito de Revúca, na região de Banská Bystrica. Tem 12,91 km² de área e sua população em 2018 foi estimada em 231 habitantes.

## Demografia
| Ano:        | 1994 | 2004    | 2014   | 2024    |
| ----------- | ---- | ------- | ------ | ------- |
| Broj ljudi: | 260  | 229     | 245    | 210     |
| Razlika:    |      | -11,92% | +6,98% | -14,28% |

| Ano:               | 2023 | 2024   |
| ------------------ | ---- | ------ |
| Número de pessoas: | 215  | 210    |
| Diferença:         |      | -2,32% |